# Herb gminy Bulkowo
Herb gminy Bulkowo – jeden z symboli gminy Bulkowo, ustanowiony 5 marca 2013.

## Wygląd i symbolika
Herb przedstawia na tarczy w polu błękitnym półlwa złotego z ogonem, trzymającego złotą obręcz. Pod lwem srebrne prawe skrzydło orła ze złotą przepaską zakończoną trójliściem.